# AlphaGo
AlphaGo je počítačový program využívající umělé inteligence, který hraje deskovou hru go. Byl vytvořen společností Google DeepMind v říjnu 2015.
Stal se prvním počítačovým programem, který porazil profesionálního hráče go bez handicapu na hrací ploše 19x19. V březnu 2016 porazil hráče I Se-tola v pěti zápasech s konečným skóre 4:1 ve prospěch AlphaGo. V květnu 2017 AlphaGo porazil nejlepšího hráče go v té době, Kche Ťie ve třech zápasech s výsledkem 2:1.
AlphaGo pro volbu tahů využívá algoritmus Monte Carlo a rozhoduje se na základě znalostí naučených strojovým učením, konkrétně umělou neuronovou sítí, pozorováním her hráčů i jiných programů.
Go je považováno za mnohem náročnější hru pro počítače než například šachy, protože existuje více možností tahů a více variací v každém zápasu. Pro srovnání počítač Deep Blue dokázala po dvou desetiletích vývoje porazit šachového velmistra Garryho Kasparova v roce 1997, zatímco nejlepší programy pro Go byly na úrovni 5. amatérského danu a nedokázaly porazit profesionální hráče.

Lee Sedol (B) vs AlphaGo (W)